# Loreczka modroczapkowa
Loreczka modroczapkowa (Vini australis) – gatunek małego ptaka z rodziny papug wschodnich (Psittaculidae). Opisana przez Johanna Fridricha Gmelina w 1788 roku. Nie wyróżnia się podgatunków.

## Występowanie
Zamieszkuje Wyspy Samoa, Wyspy Tonga, Wyspy Wallis, Wyspy Hoorn, Niue oraz Archipelag Lau (Fidżi).

## Morfologia
Wygląd zewnętrzny:
Jest zieloną papugą z czerwonym gardłem oraz niebieskim wierzchem głowy. Spód brzucha czerwony, przechodzący w niebieski. Dziób pomarańczowo-czerwony, oczy ciemne. Dymorfizm płciowy nie jest zaznaczony.
Rozmiary:
- Długość ciała: 17–19 cm

Masa ciała:
- 40–55 g.

## Pożywienie
Loreczka modroczapkowa żywi się miękkimi owocami, nektarem, pyłkiem kwiatów oraz sokiem roślin, przede wszystkim palmy kokosowej oraz dzikiego hibiskusa. Najczęściej odwiedzają plantacje palmy kokosowej lub ogrody w stadach liczących około 15 osobników. W okresie lęgowym papugi te żerują najczęściej w parach.

## Rozród
Gniazda zakłada najczęściej w dziuplach. Spotyka się również gniazda zakładane w ziemnych norach. W lęgu jedno lub dwa jaja o wymiarach 27 × 24 mm.

## Status i ochrona
Międzynarodowa Unia Ochrony Przyrody (IUCN) uznaje loreczkę modroczapkową za gatunek najmniejszej troski (LC – least concern) nieprzerwanie od 1988 roku. Została wpisana do Załącznika II konwencji waszyngtońskiej.
Gatunek uznawany jest za liczny, aczkolwiek na niektórych wyspach ich liczebność systematycznie spada, przede wszystkim z powodu gatunków inwazyjnych, np. szczury. Obecnie liczebność gatunku ocenia się na poziomie 50 000 do 100 000 osobników.